# Živčano tkivo
Živčano tkivo omogućava kontrolu i koordinaciju svih tjelesnih aktivnosti, omogućava organizmu da registrira i primjereno odgovori na svaku promjenu unutar ili izvan tijela. Povezuje svojim djelovanjem funkcije raznih organa i organskih sustava da bi tijelo djelovalo kao cjelina. Sastavljeno je od milijuna živčanih stanica međusobno povezanih u komunikacijsku mrežu. Primanje informacija i njihovo prenošenje do mozga, te prijenos odgovora do efektornog organa funkcija je perifernog živčanog sustava (engl: PNS). Njega izgrađuju živci i gangliji. Integracija primljenih informacija, njihova analiza i formiranje odgovora uloga je središnjeg živčanog sustava  (engl.: CNS). On se sastoji od mozga i leđne moždine, koji su smješteni i dobro zaštićeni u lubanjskoj šupljini i kanalu kralježnice.

## Bijela i siva tvar
Na presjeku živčanog tkiva mogu se već prostim okom uočiti dvije različite supstance: bijela tvar i siva tvar. One su prisutne u središnjem živčanom sustavu. U leđnoj moždini siva tvar je smještena centralno, a bijela periferno, dok je u mozgu raspored obrnut, tj, bijela tvar izgrađuje zajedno s dubokim sivim jezgrama centralni dio, a siva tvar se nalazi na površini gdje formira koru. 

## Stanice živčanog tkiva
Živčano tkivo sastoji se od dvije osnovne vrste stanica:
- Neuroni ili živčane stanice
- Glija ili potporne stanice

### Neuroni
Neuron, odnosno živčana stanica predstavlja strukturnu i funkcionalnu jedinicu živčanog tkiva. Sastoji se od trupa ili perikariona (soma) koji sadrži jezgru, te veći dio citoplazme s organelama. Tu se nalazi velika eukromatska jezgra s dobro vidljivom jezgricom, Nisslova tjelešca (hrapava endoplazmatska mrežica), Golgijevo tijelo, mitohondriji, neurofilamenti,mikrotubuli te ponekad lipofuscin i melanin. 
Perikarioni se mogu jako razlikovati svojom veličinom i oblikom. Tako postoje vrlo malene živčane stanice, kao npr. male zrnate stanice u kori maloga mozga čiji perikarioni jedva dosežu veličnu od 4 do 5 mikrometara. Nasuprot tome najveći su perikarioni piramidalnih stanica u kori velikoga mozga koji mogu doseći veličinu do 150 mikrometara. 
Oblik perikariona najčešće je okrugao, ovalan, piramidalan, višekutan ili zvjezdast. On ovisi o broju izdanaka koji napuštaju perikarion, a razlikuju se po izgledu i funkciji. 
- Ovisno o broju izdanaka neurone možemo podijeliti na:
  - unipolarne stanice - imaju samo jedan akson
  - bipolarne stanice - imaju jedan akson i jedan dendrit
  - pseudounipolarne stanice - imaju jedan nastavak koji se ubrzo podijeli u obliku slova T; periferni krak vodi podražaj celulipetalno te se ponaša kao dendrit, a centralni krak vodi podražaj celulifugalno te se ponaša kao akson
  - multipolarne stanice (zvjezdaste i piramidalne) - imaju jedan akson i brojne dendrite

- Prema funkciji neurone dijelimo na:
  - motoričke (eferentne)
  - osjetne (aferentne)
  - interneurone

Među izdancima živčanih stanica uvijek je jedan neurit ili akson, dok su svi ostali bez obzira na broj dendriti. Akson je cilindrični, dugi nastavak živčane stanice specijaliziran za stvaranje i
provođenje živčanih podražaja. Polazi od aksonskog brežuljka koji ne sadrži HER. Stanična membrana naziva se aksolema, a sadržaj aksoplazma. Akson provodi podražaj od trupa stanice, dugačak je i obično se ne grana osim na svom završetku. Zbog njihove velike duljine te smještaja u perifernim živcima aksone vrlo često nazivamo živčanim vlaknima. Dužina im može biti i veća od jednog metra. U cijeloj svojoj dužini je jednako širok, a na kraju se grana u terminalno stabalce ili telodendron. Okrajci telodendrona su u vezi s drugim stanicama. Vodi podražaj celulifugalno tj. od tijela prema terminalnom razgranjenju. Akson može imati i kolaterale.
Dendriti su obično kraći i razgranatiji te sadrže Nisslova tjelešca  što kod aksona nije slučaj. Dendriti vode impulse prema tijelu živčane stanice, dakle, celulipetalno. Obično su mnogobrojni, ali može ih biti i nekoliko, a iznimno mogu i nedostajati. Stanjuju se prema krajevima i cijepaju na ogranke. Njihovi trnasti krajevi stoje u vezi s drugim stanicama.

#### Sinapsa
Živčani impuls jedna stanica predaje svojim aksonom. Mjesto na kojem se impuls prenosi s jedne stanice na drugu naziva se sinapsa. Sinapse su dodirna mjesta jednog aksona s dendritima, perikarionom ili aksonom drugog neurona. Tako postoje neuroneuralne, neuroepitelne i neuromuskularne sinapse. Sinapse su dodirna mjesta jednog aksona s dendritima, perikarionom ili aksonom drugog neurona, neke epitelne ili mišićne stanice. Sastoje se od presinaptičkog dijela, sinaptičke pukotine i postsinaptičkog dijela. Presinaptički dio je proširen kraj svakog od ogranka telodendrona. U njegovoj citoplazmi se nalaze mjehurići različite veličine. Ovi sinaptički mjehurići sadrže neurotransmiter s pomoću kojega se ostvaruje prijenos podražaja. Krajnji dio plazmaleme presinaptičkog dijela predstavlja presinaptičku membranu. Postsinaptička membrana se nalazi nasuprot nje na okrajini dendrita drugog neurona. Između presinaptičke i postsinaptičke membrane nalazi se sinaptička pukotina. Neurotransmiteri se oslobađaju na presinaptičkoj membrani iz sinaptičkih mjehurića. Oni prelaze u pukotinu i djeluju na postsinaptičku membranu, prenoseći živčane impulse s jednog na drugi neuron. Neurotransmiteri su acetilkolin, adrenalin i drugi. 
Sinapse dijelimo na:
- Kemijske sinapse (neurotransmiteri)
- Električne sinapse (nexusi)
- Ekscitirajuće - uzrokuju pojavu akcijskog potencijala
- Inhibirajuće - inhibiraju pojavu akcijskog potencijala

### Živčana vlakna
Živčana vlakna sastoje se od aksona i njegovih ovojnica. Nalaze se u mozgu, leđnoj moždini i živcima. Ovojnice u PNS-u tvore Schwannove stanice, a u CNS-u oligodendrociti. Tanki izdanak citoplazme zove se aksoplazma, a stanična membrana aksolema.
Mijelinska ovojnica je izgrađena od masne tvari mijelina koji pokriva površinu živčanog vlakna, ima funkciju izolatora i derivat je Schwannove stanice nastao invaginacijom aksona u njezin trup. Središnji dio stanice namota se u tankim koncentričnim slojevima oko aksona tvoreći mijelin. Površni sloj Schwannove stanice ostaje deblji, sadrži citoplazmu i jezgru i formira Schwannovu ovojnicu. Mijelinska ovojnica se sastoji od segmenata dužine 0.1 do 1 milimetra koji su međusobno odvojeni Ranvierovim suženjima. Svaki segment mijelinske ovojnice izvana obavija jedna Schwannova stanica. Tako to izgleda izvan mozga i leđne moždine tj. u živcima. Unutar CNS-a mijelinska ovojnica je derivat oligodendrocita. Izdanci tih stanica se ekstremno prošire i namotaju oko aksona formirajući mijelinsku ovojnicu (tu nema Schwannove ovojnice), a to mogu činiti i na više aksona.
Mijelinizirana (bijela vlakna) čini jedan akson okružen mijelinskom ovojnicom i Schwannovom ovojnicom. Renvierovi čvorovi su prostori između susjednih Schwannovih stanica. Schmidt-Lantermanovi zarezi su prostori između slojeva mijelina odvojeni citoplazmom Schwannove stanice. Nemijelinizirana (siva vlakna) čini nekoliko aksona bez ovojnica ili samo sa Schwannovom ovojnicom kao što su živci (uloženi su u citoplazmu Schwannove stanice).
Razlikujemo tako vlakna:
- u CNS-u:
  - bez mijelinske i Schwannove ovojnice
  - samo s mijelinskom ovojnicom
- u živcima
  - s obje ovojnice
  - samo sa Schwannovom ovojnicom

Vođenje živčanog impulsa je skokovito, a brzina vođenja ovisi o vlaknu: 
- A-vlakna provode 15-100 m/s
- B-vlakna provode 3-14 m/s
- C-vlakna provode 0,5-2 m/s

Živac (nervus) se sastoji od snopova živčanih vlakana međusobno povezanih vezivnim tkivom. Svako živčano vlakno okruženo je Schwannovom, a veliki dio njih i mijelinskom ovojnicom.
Između pojedinih živčanih vlakana (s ovojnicama)  nalazi se vezivno tkivo koje nazivamo endoneurij. Građeno je od tankog sloja retikulinskih vlakana.Živčana vlakna udružuju se u snopove koje obavija perineuruij. Perineurij je predstavnik lamelarnog vezivnog tkiva. Sastoji se od nekoliko slojeva plosnatih stanica međusobno povezanih spojevima tipa zonula occludens. u Između slojeva stanica nalaze se kolagena vlakna. Na površini živca nalazi se vanjska vezivna ovojnica ili epineurij. Građena je od gustog vezivnog tkiva s mnogo kolagenih vlakana i pruža tračke razdvajajući snopove živčanih vlakana. Epineurij česti sadrži i dosta masnih stanica.
Aferentnna, osjetna ili senzibilna živčana vlakna prenose podražaje iz unutrašnjosti tijela ili okoliša prema CNS-u.Eferentna ili motorna živčana vlakna prenose inpulse iz CNS-a prema efektornim organima.

### Glija stanice
Glija stanice su potporne stanice živčanog tkiva. Dijelimo ih u nekoliko skupina ovisno o smještaju i funkciji. 
- U centralnom živčanom sustavu nalaze se:

- - Astrociti - zvjezdaste stanice s brojnim izdancima čiji prošireni krajevi formiraju barijeru oko krvnih žila i na periferiji CNSa štiteći ga na taj način. Dijelimo ih na protoplazmatske i vlaknate astrocite. Svojim perivaskularnim nožicama stvaraju krvno-moždanu barijeru. Također, stvaraju i ožiljke.
  - Oligodendrociti - stanice čiji izdanci formiraju mijelinske ovojnice oko živčanih vlakana u CNSu
  - Mikroglija  - fagocitarne stanice, koje su za razliku od svih ostalih nastale iz mezoderma, a ne iz ektoderma.
  - Ependimske stanice - poput epitela oblažu sve šupljine u mozgu i leđnoj moždini (tj. neuralnu cijev)

- U perifernoim živčanom sustavu nalaze se:
  - Schwanove stanice - formiraju mijelinske i Schwanove ovojnice oko živčanih vlakana.
  - Amficiti ili satelitske stanice - smješteni su u ganglijima i obavijaju perikarione živčanih stanica.

## Živčano tkivo pojedinih organa

#### Leđna moždina
Leđna moždina sadrži sivu tvar koja je smještena oko centralnog kanala (canalis centralis). Na poprečnom presjeku ona ima oblik leptira ili slova H. Siva tvar sadrži trupove živčanih stanica i glija stanice. Centralni kanal u njenom središtu obložen je ependimskim stanicama kao epitelom. Periferno od sive, nalazi se bijela živčana tvar. Ona je građena od živčanih vlakana okruženih mijelinskim ovojnicama. Bijela živčana tvar ne sadrži perikarione živčanih stanica, a krvnih žila je manje nego u sivoj tvari.

#### Mali mozak
Kora malog mozga (cortex cerebelli) sastoji se od tri sloja:
- Stratum moleculare (molekularni sloj) je površinski, prvi sloj u kojemu se nalazi mali broj košarastih i zvjezdastih stanica.
- Stratum gangliosum (sloj Purkinjeovih stanica) je drugi sloj koji se sastoji od jednog reda velikih, kruškolikih Purkinjeovih stanica.
- Stratum granulosum (zrnati sloj) treći je sloj, a njegov zrnat izgled posljedica je gusto složenih jezgara zrnatih stanica. U zrnatom sloju mogu se uočiti i eozinofilni parenhimatozni otočići (glomerula cerebelaria) koji se sastoje od brojnih živčanih vlakana i njihovih međusobnih sinapsi. Zrnati sloj graniči s bijelom tvari.

#### Veliki mozak
Kora velikog mozga (cortex cerebri) pokazuje regionalne različitosti. Kod čovjeka najveći dio kore zauzima neokorteks (izokorteks) koji je građen od šest slojeva:
- Lamina molecularis je površinski sloj u kojem se nalazi vrlo mali broj živčanih i glija stanica.
- Lamina granularis eksterna je drugi sloj u kojem prevladavaju malene okruglaste (zrnate) živčane stanice.
- Lamina piramidalis eksterna je treći sloj, s piramidalnim stanicama karakterističnim za koru velikog mozga. U ovom sloj piramidalne stanice mogu doseći veličinu do 40mm.
- Lamina granularis interna je četvrti sloj, s mnogo zrnatih stanica.
- Lamina piramidalis interna je peti sloj u kojem se nalaze vrlo velike (Betzove) piramidalne stanice.
- Lamina multiformis  je najdublji sloj kore velikog mozga gdje nalazimo rijetko raspoređene neurone nepravilnih oblika.

Piramidalni slojevi su bolje razvijeni u područjima motoričke kore, a tu se nalaze i najveće piramidalne stanice (Betzove stanice) koje mogu doseći veličinu i do 120 mikrometara. Nasuprot tome zrnati slojevi su bolje razvijeni u osjetnim područjima. Slojevi kore prelaze jedanu u drugi bez oštrih granica, a također i lamina multiformis neoštro prelazi u bijelu tvar. 

#### Spinalni ganglij
Spinalni gangliji (ganglion spinale) su građeni od trupova pseudounipolarnih živčanih stanica. Njihovi perikarioni su okrugli ili kruškoliki, okruženi slojem gusto raspoređenih satelitskih stanica koje se nazivaju amficiti. Živčana vlakna u spinalnim ganglijima su većinom mineralizirana (oko70%). Gangliji su okruženi vezivnom ovojnicom od koje tanke vezivne pregrade zajedno s krvnim žilama prodiru u njihovu unutrašnjost.

#### Vegetativni ganglij
Vegetativni gangliji (ganglion vegetativum) mogu biti simpatički i parasimpatički, a su građeni od trupova multipolarnih živčanih stanica. Njihovi perikarioni su nepravilnog oblika i međusobno se jako razlikuju i po formi i po veličini. Perikarione živčanih stanica vegetativnih ganglija obavijaju amficiti, ali u daleko manjem broju nego što je slučaj u spinalnim ganglijima. Živčana vlakna su uglavnom nemijelinizirana.